# Герб Кальєти (Азори)
Ге́рб Кальє́ти — офіційний символ містечка Кальєта (Азори), Португалія. Використовується як територіальний герб. У срібному щиті навхрест два зелені листочки ямса. Над ними, у главі щита яструб натурального кольору, що летить і тримає в лапах португальський щиток. Обабіч два срібні щитки із червоним Христовим хрестом праворуч і червоним Георгіївським хрестом ліворуч. Внизу чорний острів-гора у морі, намальованому з трьох зелених і двох срібних хвилястих смуг. Щит увінчує срібна мурована містечкова корона з чотирма вежами.  Під щитом біла стрічка, на якій великими літерами напис португальською: «vila de Calheta» (містечко Кальєта).  Офіційно затверджений 15 лютого 1985 року.  

## Галерея

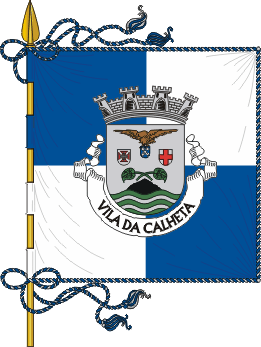
Прапор
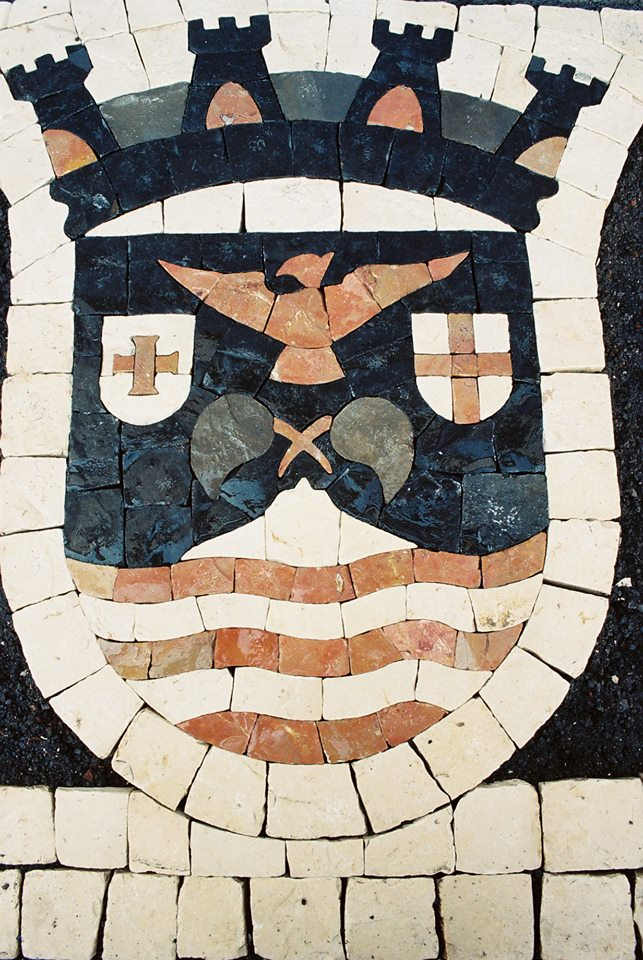
Герб